# Хартиена марка
Вижте пояснителната страница за други значения на Марка.
Хартиената марка (на немски: Papiermark, ℳ) е наименование на германската марка – официалната парична единица на Германия – от засилването на инфлацията с началото на Първата световна война през 1914 година до края на хиперинфлационната криза през 1923 година.
След началото на Първата световна война през 1914 година златният стандарт от предвоенния период е премахнат и дотогавашната златната марка започва да губи стойност, като златните монети бързо са изместени в обращението от банкноти с все по-ниска стойност, наричани „хартиена марка“. След войната хартиената марка губи стойност още по-бързо, през 1921 – 1923 година с хиперинфлационна скорост. Монетарната стабилност е възстановена през ноември 1923 година, когато е обявена замяната на хартиената марка с нововъведена рентна марка, като парите в обращение са обменени в съотношение 1 рентна марка за 1 трилион хартиени марки.